# Pleurobranchaeidae
Pleurobranchaeidae  Pilsbry, 1896 è una famiglia di molluschi gasteropodi della superfamiglia Pleurobranchoidea.

## Tassonomia
La famiglia comprende i seguenti generi:
- Euselenops Pilsbry, 1896
- Pleurobranchaea Leue, 1813
- Pleurobranchella Thiele, 1925

Prima di essere elevata a famiglia a sé stante, veniva considerata come sottofamiglia della famiglia Pleurobranchidae.